# سرای حاج میرزا
سرای حاج میرزا (توتی) مربوط به دوره صفوی - دوره قاجار است و در اصفهان، میدان نقش جهان، بازار لوافها، کوچه چاه حاج میرزا واقع شده و این اثر در تاریخ ۲۰ اسفند ۱۳۸۵ با شمارهٔ ثبت ۱۸۱۰۳ به‌عنوان یکی از آثار ملی ایران به ثبت رسیده است.